# Fiora Contino
Fiora Corradetti Contino (Lynbrook, Long Island; 17 de junio de 1925 - 5 de marzo de 2017) fue una directora de orquesta y profesora de ópera estadounidense. Fue particularmente conocida por sus interpretaciones de las obras del verismo italiano de finales del siglo XIX, y fue descrita como una de las figuras más importantes de la ópera del siglo XX. Anne Midgette de The New York Times sugirió una vez que "podría haber tenido una carrera mucho más grande si hubiera sido un hombre".

## Primeros años y educación
Fiora d'Itala Rosa Corradetti nació en 1925 en Long Island en Lynbrook de padres inmigrantes italianos. Su madre era Anna Corradetti (de soltera Lisarelli), costurera; su padre, Ferruccio Corradetti, había sido un destacado cantante barítono en La Scala y otros teatros europeos. Fiora Corradetti no tenía una voz fuerte para cantar y dijo más tarde que "no tenía voz, pero aprendió como directora a cantar indirectamente". Estudió piano y luego dirección. Tenía una media hermana mayor, Iris, que era cantante de ópera y entrenadora vocal.
A la edad de 12 años, fue nombrada organista de la iglesia en la parroquia de St. Ignatius Martyr en Long Beach. Su padre murió cuando ella tenía 14 años. Corradetti se graduó de Long Beach High School y luego estudió interpretación de piano en Oberlin College, Ohio, y recibió una licenciatura en piano en 1947. Se casó con Joseph Contino, un compañero graduado de Oberlin, y cambió su nombre.
A partir de 1958, estudió dirección en el Conservatoire Americain de Fontainebleau, Francia, en la École Normale de París y en la Academia de Bellas Artes de Viena en Austria. Estudió con maestras como Nadia Boulanger y Hans Swarowsky.
Realizó una maestría y un doctorado en dirección de la Escuela de Música de la Universidad de Indiana (ahora la Escuela de Música Jacobs) en Bloomington en 1964. Mientras estaba en Jacobs, hizo su debut como directora, presentando L'incoronazione di Poppea de Monteverdi.

## Dirección de orquesta
Cuando tenía poco más de 20 años, Contino fundó la Ópera Comunitaria de Amherst en Massachusetts. Luego se desempeñó como directora de organizaciones como Opera Illinois en Peoria, Illinois, de 1986 a 2005, y el Instituto Coral de Aspen. Fue profesora y directora del departamento coral en la Universidad de Indiana. En 1998 hizo su debut como directora en Nueva York con la ópera Iris de Mascagni interpretada por el Teatro Grattacielo en el Alice Tully Hall. Paul Griffiths escribió en The New York Times que su debut fue una "actuación orquestal deliciosa y exultante". Trabajó como directora invitada con varias compañías de ópera notables, orquestas sinfónicas y festivales de música, entre los que incluyen el Festival de Música de Aspen, la Ópera de Anchorage, el Teatro de la Ópera de Chicago, la Orquesta Sinfónica de Pittsburgh y la Ópera de San Francisco. También dirigió con frecuencia en el Festival de Música de la Universidad de Temple en Ambler, Pensilvania.
Una reseña de su interpretación de Madama Butterfly de  Puccini en 1973, con Dorothy Kirsten, decía que "[Contino] mantuvo todo junto con una batuta que estaba afilada y en claro control de una interpretación magníficamente coordinada". Peter G. Davis escribió en 2001 sobre su interpretación del Risurrezione de lfano, basada en la última novela de León Tolstoi, que ella "puede ser la última directora del mundo con la música de Alfano y su generación en su torrente sanguíneo".
Consideraba que la ópera verista italiana era su música favorita para dirigir, afirmando en The New York Times en 2001 que era "visceral" y que "simplemente sabía cómo hacerlo".

## Carrera como profesora
Contino ocupó cargos docentes en la Universidad Estatal de Bowling Green entre 1963 y 1966, en el Instituto Peabody de 1978 a 1979, y en la Universidad de Texas en Austin. Dirigió un estudio en la ciudad de Nueva York, donde entrenó a cantantes de ópera y directores. Entre sus alumnos estaban Melinda O'Neal, Kenneth Kiesler, y E. Wayne Abercrombie.

## Vida personal y muerte
El matrimonio de Contino con Joseph Contino terminó en divorcio, pero ella nunca cambió su nombre. Tenía cuatro hijos; tres hijas: Lisa, Adriana, quien en un momento fue la violonchelista principal de la Orquesta de Cámara de Stuttgart, y Francesca; y un hijo (Frederic). Al momento de su muerte tenía nueve nietos y 14 bisnietos. Su compañera de mucho tiempo, Jeraldine Baumgartner, murió en 2012. Contino murió a los 91 años en Carmel, Indiana, de una enfermedad cardiovascular arteriosclerótica.